# Rio Ariranha
O rio Ariranha é um curso de água do oeste do estado de Santa Catarina. 
Nasce a 18km ao oeste da cidade de Ipumirim e, após correr 50km no sentido nordeste-sudoeste, desagua no rio Uruguai, a 8km ao nordeste da localidade de Paial.